# Sumina Studer
Sumina Lydia Studer es una violinista suizo-japonesa nacida en 1997 en Zúrich, Suiza. Estudió con Simone Zgraggen en el Conservatorio de Zúrich y más tarde con Philip Draganov. Obtuvo su grado de bachiller a la edad de 21 años con el profesor Antje Weithaas en la Hochschule für Musik “Hanns Eisler” en Berlín, Alemania y en la actualidad trabaja en su maestría bajo la supervisión de Sylvia Rosenberg en la Escuela Juilliard en la ciudad de Nueva York.

## Trayectoria
En el mes de marzo de 2019, Sumina recibió el beneficio de un préstamo otorgado por la fundación suiza  Stradivari-Stiftung Habisreutinger, consistente en una pieza de los afamados violines elaborados por Antonio Stradivari, en Cremona, Italia, (el otorgado a ella en 1707). Este violín es una adición reciente a la colección de instrumentos musicales de la fundación. Sumina se ha incorporado a la lista de músicos beneficiarios de estos préstamos, de la que forman parte, entre otros, Antoine Tamestit y Xiaoming Wang.
Sumina Studer obtuvo el primer premio por tres años consecutivos en la competencia para jóvenes músicos "Schweizerischen Jugendmusikwettbewerb" como solista. También ganó premio en la categoría de música de cámara. Ha obtenido reconocimientos a la calidad de su arte en la "European Union of Music Competitions for Youth (EMCY)" y en el concurso: "Concours International A. Grumiaux pour Jeunes Violonistes". En el año de 2014, fue premiada en el Festival de la Cultura, en su tierra nativa: Suiza.